# Deskriptive Mengenlehre
Die deskriptive Mengenlehre ist ein Teilgebiet der Mengenlehre, das sich mit Eigenschaften definierbarer Mengen befasst. Die Grundidee besteht darin, ausgehend von „einfachen“ Mengen durch gewisse Bildungsgesetze kompliziertere Mengen zu konstruieren und deren Eigenschaften zu untersuchen. Die in der mathematischen Praxis vorkommenden Mengen lassen sich in der Regel auf diese Weise gewinnen. Hier stehen zunächst Teilmengen reeller Zahlen wie offene Mengen, Gδ-Mengen, Borelmengen und daraus abgeleitete Mengenhierarchien im Vordergrund; die mengentheoretischen, topologischen oder maßtheoretischen Eigenschaften können aber ebenso gut in allgemeinen polnischen Räumen untersucht werden, wobei der zur Menge der irrationalen Zahlen homöomorphe Baire-Raum eine besondere Rolle spielt.

## Historische Anfänge
Eine wichtige Fragestellung der Mengenlehre war von Anfang an das Problem der Mächtigkeit des Kontinuums, das heißt der Menge der reellen Zahlen. Die Kontinuumshypothese, wonach es zwischen der Mächtigkeit abzählbar unendlicher Mengen und der Mächtigkeit des Kontinuums keine weiteren Mächtigkeiten gibt, hat sich durch die Arbeiten Gödels und Cohens als weder beweisbar noch widerlegbar herausgestellt. Das schließt natürlich nicht aus, dass man für gewisse Typen von Teilmengen des Kontinuums zeigen kann, dass sie im überabzählbaren Fall automatisch die Mächtigkeit des Kontinuums haben; man sagt dann, dass dieser Typ von Mengen die Kontinuumshypothese erfüllt. Besonders einfach ist das für offene Mengen in {\displaystyle \mathbb {R} }, denn diese sind Vereinigungen offener Intervalle. Eine offene Menge ist daher entweder leer oder enthält ein offenes Intervall und ist damit gleichmächtig zu {\displaystyle \mathbb {R} }; die offenen Mengen genügen also der Kontinuumshypothese. Für abgeschlossene Mengen, also für die Komplemente der offenen Mengen, ist das schon etwas schwieriger. Ein sehr frühes Resultat in dieser Richtung ergibt sich aus dem Satz von Cantor-Bendixson, in der Tat genügen auch die abgeschlossenen Mengen der Kontinuumshypothese.
Baire hatte bereits 1899 die heute sogenannten Baire-Funktionen eingeführt; dabei handelt es sich um die kleinste Menge von Funktionen auf {\displaystyle \mathbb {R} } oder auf anderen polnischen Räumen, die alle stetigen Funktionen enthält und unter punktweiser Konvergenz abgeschlossen ist. Lebesgue charakterisierte diese 1905 als sogenannte analytisch darstellbar, das heißt als kleinste Menge von Funktionen, die alle Konstanten und alle Projektionen {\displaystyle (x_{1},\ldots ,x_{n})\mapsto x_{i}} enthält und unter Summen, Produkten und punktweiser Konvergenz abgeschlossen ist. In diesem Zusammenhang führte er die Borelmengen ein und behauptete in einem Lemma, dass Projektionen von Borelmengen wieder solche seien. Dass dies aber falsch ist, war Suslin aufgefallen, woraus sich der Begriff der analytischen Menge entwickelte. Auch für analytische Mengen konnte gezeigt werden, dass sie die Kontinuumshypothese erfüllen. Für größere Klassen, die sich mittels gewisser Bildungsgesetze aus den analytischen gewinnen und sich in sogenannten Hierarchien anordnen lassen, bleibt die Frage offen.
Der Zweig der effektiven deskriptiven Mengenlehre geht maßgeblich auf Entwicklungen Stephen Cole Kleene zurück, etwa die Entwicklung der arithmetischen Hierarchie, die Verbindungen zur klassischen deskriptiven Mengenlehre wurden jedoch erst später aufgezeigt.

## Hierarchien
Die folgenden Ausführungen sollen einen ersten Eindruck über das Forschungsgebiet der deskriptiven Mengenlehre geben.

### Borel-Hierarchie
Ausgangspunkt der Borel-Hierarchie ist die Klasse der offenen Mengen in {\displaystyle \mathbb {R} } oder allgemeiner in einem perfekten, polnischen Raum {\displaystyle X}; die Klasse der offenen Mengen werde mit {\displaystyle \Sigma _{1}^{0}} bezeichnet. Ist {\displaystyle \omega } die Menge der natürlichen Zahlen mit der diskreten Topologie, so ist {\displaystyle X\times \omega } wieder ein polnischer Raum. {\displaystyle \Sigma _{2}^{0}} wird nun definiert als die Menge aller Projektionen von Komplementen von {\displaystyle \Sigma _{1}^{0}} aus {\displaystyle X\times \omega } auf die erste Komponente {\displaystyle X}, das heißt, {\displaystyle \Sigma _{2}^{0}} besteht aus allen Mengen der Form {\displaystyle p_{1}(A)}, wobei {\displaystyle (X\times \omega )\setminus A} eine  {\displaystyle \Sigma _{1}^{0}}-Menge, also eine offene Menge, ist und {\displaystyle p_{1}\colon X\times \omega \rightarrow X} die Projektion auf die erste Komponente ist. Dieses Verfahren kann man iterieren, indem man {\displaystyle \Sigma _{n+1}^{0}} als die Klasse aller Mengen der Form {\displaystyle p_{1}(A)} definiert, wobei {\displaystyle A} alle Teilmengen von {\displaystyle X\times \omega } durchläuft, deren Komplemente {\displaystyle \Sigma _{n}^{0}}-Mengen sind.
Die Komplemente von {\displaystyle \Sigma _{n}^{0}} bilden die Klasse der {\displaystyle \Pi _{n}^{0}}-Mengen.
Die {\displaystyle \Sigma _{2}^{0}}-Mengen sind auch als {\displaystyle F_{\sigma }}-Mengen bekannt und deren Komplemente, also die {\displaystyle \Pi _{2}^{0}}-Mengen, als {\displaystyle G_{\delta }}-Mengen.
Insgesamt erhält man mittels obiger Bildungsweise aufsteigende Klassen
{\displaystyle \Sigma _{1}^{0}\subset \Sigma _{2}^{0}\subset \Sigma _{3}^{0}\subset \dotsb }
{\displaystyle \Pi _{1}^{0}\subset \Pi _{2}^{0}\subset \Pi _{3}^{0}\subset \dotsb }
und man kann zeigen, dass diese Konstruktion nicht aus den Borelmengen herausführt und dass zusätzlich
{\displaystyle \Sigma _{n}^{0}\subset \Pi _{n+1}^{0}} und {\displaystyle \Pi _{n}^{0}\subset \Sigma _{n+1}^{0}}
gilt. Es stellt sich daher die Frage, ob {\displaystyle \textstyle \bigcup _{n\in \mathbb {N} }\Sigma _{n}^{0}=\bigcup _{n\in \mathbb {N} }\Pi _{n}^{0}} mit der Klasse aller Borelmengen übereinstimmt. Die Antwort lautet nein, man muss obigen Bildungsprozess transfinit fortsetzen, was sich mit dem Begriff der Ordinalzahl zwanglos durchführen lässt. Es stellt sich dann heraus, dass man diesen Prozess {\displaystyle \aleph _{1}}-mal durchführen muss, wobei {\displaystyle \aleph _{1}} die kleinste überabzählbare Ordinalzahl ist (siehe auch Aleph-Funktion), um auf diese Weise alle Borelmengen zu erhalten.

### Projektive Hierarchie
Die projektive Hierarchie entsteht nach demselben Muster aus der Klasse der offenen Mengen, lediglich der Raum {\displaystyle \omega } wird durch den Baire-Raum {\displaystyle {\mathcal {N}}=\omega ^{\omega }} ersetzt, wobei {\displaystyle \omega ^{\omega }} die Menge aller Funktionen {\displaystyle \omega \rightarrow \omega } ist, was man wie üblich mit dem {\displaystyle \omega }-fachen kartesischen Produkt von {\displaystyle \omega } mit sich selbst identifiziert und worauf man die Produkttopologie betrachtet. Dieser Raum ist homöomorph zum Raum der irrationalen Zahlen mit der Relativtopologie von {\displaystyle \mathbb {R} }, weshalb man den Baire-Raum in der deskriptiven Mengenlehre oft den Raum der irrationalen Zahlen nennt. Die Bezeichnungen der Hierarchien lauten
{\displaystyle \Sigma _{1}^{1}\subset \Sigma _{2}^{1}\subset \Sigma _{3}^{1}\subset \dotsb }
{\displaystyle \Pi _{1}^{1}\subset \Pi _{2}^{1}\subset \Pi _{3}^{1}\subset \dotsb }.
Beachte, dass der obere Index eine 1 ist.
{\displaystyle \Sigma _{1}^{1}} ist also die Klasse aller Mengen der Form {\displaystyle p_{1}(A)}, wobei {\displaystyle A} alle abgeschlossenen Teilmengen von {\displaystyle X\times {\mathcal {N}}} durchläuft und {\displaystyle X} ein polnischer Raum ist; diese Mengen nennt man auch analytisch. {\displaystyle \Pi _{1}^{1}} ist wieder die Klasse der Komplemente solcher Mengen, die man daher auch koanalytisch nennt.
Bereits Suslin hatte gezeigt, dass {\displaystyle \Sigma _{1}^{1}\cap \Pi _{1}^{1}} genau mit den Borelmengen übereinstimmt. Man kann zeigen, dass die {\displaystyle \Sigma _{1}^{1}}-Mengen die Kontinuumshypothese erfüllen und alle Lebesgue-messbar sind. Diese Aussagen gehen für {\displaystyle \Sigma _{n}^{1}}, {\displaystyle n>1}, verloren; Gödel hat gezeigt, dass es unter der Annahme des Konstruierbarkeitsaxioms eine Menge in {\displaystyle \Sigma _{1}^{1}\cap \Pi _{1}^{1}} gibt, die nicht Lebesgue-messbar ist. Nach einem Satz von Sierpiński ist jede {\displaystyle \Sigma _{2}^{1}}-Menge Vereinigung von {\displaystyle \aleph _{1}}-vielen Borelmengen.

### κ-Suslin-Mengen
Ersetzt man in der Konstruktion der Lusin-Hierarchie den Baire-Raum {\displaystyle {\mathcal {N}}=\omega ^{\omega }} durch {\displaystyle \kappa ^{\omega }}, wobei {\displaystyle \kappa } eine Kardinalzahl mit der diskreten Topologie sei, so kommt man zum Begriff der {\displaystyle \kappa }-Suslin-Menge. Eine Teilmenge eines polnischen Raums {\displaystyle X} ist eine {\displaystyle \kappa }-Suslin-Menge, wenn sie die Form {\displaystyle p_{1}(A)} für eine abgeschlossene Menge {\displaystyle A\subset X\times \kappa ^{\omega }} hat. Die Klasse aller solchen Mengen wird mit {\displaystyle S(\kappa )} bezeichnet.
{\displaystyle S(\aleph _{0})} stimmt offenbar mit der {\displaystyle \Sigma _{1}^{1}}, also mit der Klasse aller analytischen Mengen, überein.
Nach einem Satz von Shoenfield ist jede {\displaystyle \Sigma _{2}^{1}} eine {\displaystyle \aleph _{1}}-Suslin-Menge. Aussagen über diese Mengenklassen erfordern tiefere Methoden der Mengenlehre, dabei stellt sich oft die Frage nach hinreichend starken Axiomen der Mengenlehre.

## Regularitätseigenschaften
Neben solchen aus gewissen Operationen entstehenden Mengen betrachtet man bestimmte Regularitätseigenschaften von Teilmengen polnischer Räume und ihre Beziehungen zu den durch solche Konstruktionen gewonnenen Mengen. Beispiele für solche Eigenschaften sind:
- Eine Menge besitzt die Baire-Eigenschaft, wenn sie sich nur um eine magere Menge von einer offenen Menge unterscheidet.
- Eine Menge heißt universell messbar, wenn sie bezüglich jedes vollständigen, endlichen Maßes, das für alle Borel-Mengen definiert ist, messbar ist.
- Eine Menge besitzt die Perfekte-Mengen-Eigenschaft, wenn sie abzählbar ist oder eine nicht-leere perfekte Menge enthält.

## Weitere Fragestellungen
Weitere wichtige Fragestellungen der deskriptiven Mengenlehre betreffen natürlich auch die Funktionen zwischen polnischen Räumen, insbesondere deren Messbarkeitseigenschaften, sowie Äquivalenzrelationen und algebraische Strukturen auf polnischen Räumen. Ferner können die oben beschriebenen Bildungsprozesse auf ihre Berechenbarkeit hin untersucht werden, dies geschieht im mit der Rekursionstheorie eng verzahnten Teilgebiet der effektiven deskriptiven Mengenlehre.

## Anwendungsbereiche
Anwendung findet die deskriptive Mengenlehre etwa in folgenden Bereichen:
- Operatoralgebren
- Ergodentheorie
- Theorie unendlicher Automaten und Spiele